# Лаврово (Нерехтский район)
Лавро́во — деревня в Нерехтском районе Костромской области России. Входит в состав Пригородного сельского поселения.

## География
Деревня находится в юго-западной части Костромской области, в подзоне южной тайги, к югу от реки Солоница, при автодороге 34К-183, у северо-западной окраины города Нерехта, административного центра района. Абсолютная высота — 137 м над уровнем моря.

### Климат
Климат характеризуется как умеренно континентальный, с продолжительной холодной многоснежной зимой и коротким сравнительно тёплым летом. Средняя температура воздуха самого холодного месяца (января) — −11,8 °C (абсолютный минимум — −46 °C); самого тёплого месяца (июля) — 17 °C (абсолютный максимум — 37 °С). Безморозный период длится около 125 дней. Продолжительность периода активной вегетации растений (выше 10 °C) составляет примерно 127 дней. Годовое количество атмосферных осадков — 491 мм, из которых большая часть выпадает в тёплый период. Снежный покров держится в течение 150 дней.

### Часовой пояс
Деревня Лаврово, как и вся Костромская область, находится в часовой зоне МСК (московское время). Смещение применяемого времени относительно UTC составляет +3:00.

## Население
| 2008 | 2010  | 2014  |
| ---- | ----- | ----- |
| 1580 | ↘1419 | ↗1728 |

### Национальный состав
Согласно результатам переписи 2002 года, в национальной структуре населения русские составляли 98 % из 1537 чел.

## Улицы
| - ул. Антоновская, - ул. Зелёная, - ул. Молодёжная, - пер. Новый, - ул. Октябрьская, | - ул. Первомайская, - ул. Победы, - ул. Полевая, - ул. Садовая, - ул. Советская, | - ул. Центральная, - пер. Центральный, - ул. Школьная, - ул. Юбилейная, - пер. Юбилейный. |

## Известные уроженцы
- Батыгин, Василий Михайлович (1903—1993) — советский хозяйственный деятель, Герой Социалистического Труда.